# Non quaero intelligere ut credam, sed credo ut intelligam
 Non quaero intelligere ut credam , sed credo ut intelligam лат.(изговор: нон кверо интелигере ут кредам, сед цредо ут интелигам.) Не настојим разумијети да бих вјеровао, него вјерујем да бих разумио.

## Поријекло изреке
Није познато ко је и када је ово изрекао. Многи мислиоци су изреку користили као свој мото.

## Слично
Credo ut intelligam  (изговор: кредо, ут интелигам.) срп. Вјерујем да бих спознао. Изрекао један од оснивача схоластичке филозофије Анселмо Кентерберијски.

## Тумачење
Обе изреке су експлицитни плод религијског размишљања: ја вјерујем да бих разумио. Супротно каже начело научне спознаје: ја вјерујем када разумијем.